# Mel Brooks’ verrückte Geschichte der Welt
Mel Brooks’ verrückte Geschichte der Welt (Originaltitel: History of the World, Part I) ist ein Film von Mel Brooks. In dem Film wird die Menschheitsgeschichte von der Steinzeit bis zur französischen Revolution parodiert. Dabei werden Schwerpunkte auf das Römische Reich sowie Frankreich im ausklingenden 18. Jahrhundert gesetzt.

## Handlung
Der Film besteht aus mehreren Abschnitten, die in unterschiedlichen Episoden der Weltgeschichte spielen:
- In der Steinzeit ist es öde und langweilig, bis der Humor und die Musik entdeckt werden. Die Entdeckung der Musik ist da eher zufällig: Bei der Arbeit fällt ein Stein auf den Fuß eines Urmenschen, woraufhin dieser schreit. Das Schlagen auf unterschiedliche Füße bringt unterschiedliche Laute. Dabei entsteht eine frühe Fassung von Georg Friedrich Händels Choral „Hallelujah“.
- In der Rolle von Moses nimmt Brooks von Jehovah 15 Gebote in Empfang. Als er seine Ansprache an das jüdische Volk beginnt, rutscht ihm eine der drei Tafeln aus der Hand und zerbricht. So werden dem jüdischen Volk nur noch zehn Gebote verkündet.
- Im Römischen Imperium mimt Brooks den „Stammtischphilosophen“ (im Original: „Stand-up philosopher“) Comicus. Gerade als er sich sein Arbeitslosengeld abholen will, erscheint sein Agent und erzählt ihm, dass er ein Engagement im „Caesars Palace“, also in Cäsars Palast, habe, welches er auch annimmt. Dann trifft Comicus auf eine Jungfrau vom kaiserlichen Palast und einen Sklaven aus Äthiopien. Im Kaiserpalast kommen seine politischen Witze über den dicklichen Kaiser schlecht an und er muss fliehen. Zusammen mit seinem äthiopischen Freund Josephus verschwindet er aus der Stadt. Ihre Verfolger werden von einem riesigen Joint eingenebelt, den Josephus aus einer Schriftrolle und am Straßenrand gepflücktem Marihuana anfertigt.
Unter dem blauweiß gestreiften Segel des Schiffes „El Al“ erreichen die Freunde Judäa, wo Comicus eine Stelle als Aushilfskellner annimmt und dabei als erstes einem „jungen Herrn von großer Sanftmut“ und seinen zwölf Freunden die übrig gebliebene Tagessuppe aufzuschwatzen versucht (Wortspiel mit dem englischen Ausdruck last supper für das letzte Abendmahl).
- Kurz gestreift wird die spanische Inquisition, in der Brooks den Großinquisitor Torquemada in einer Art Musical spielt.
- Im letzten Kapitel geht es um den Vorabend der französischen Revolution. Während sich König Ludwig XVI. (Mel Brooks) und der Adel der Dekadenz hingibt, hungert das Volk. Es ist sogar so arm, dass es nicht mal eine eigene Sprache, sondern nur einen „Akzent wie Maurice Chevalier“ besitzt. Um den König zu schützen, beschließen Graf de Monet und sein Begleiter Bernaise den König zu ersetzen. Zufällig ähnelt dieser einem Abtrittanbieter („Pisspagen“) am Hofe und prompt werden die Rollen getauscht. Der „Pisspage“ sollte nun anstelle des Königs von den Revolutionären mit der Guillotine hingerichtet werden. Er entkommt aber wieder durch die Hilfe des Äthiopiers Josephus (aus dem Römischen Imperium; vom Anfang des Films) aus der Stadt.
- Es erscheint eine Vorschau zum nie erschienenen Film „Die verrückte Geschichte der Welt 2“: Adolf Hitler als Eiskunstläufer (fiel dem Schnitt der deutschen Version zum Opfer, mittlerweile wird aber auch die komplette ungeschnittene Fassung im deutschen Fernsehen gezeigt), ein Wikingerbegräbnis und Juden im Weltraum.

## Kritiken
„Die Weltgeschichte als makabre und respektlose Farce, die in mehreren Episoden vor allem die Dekadenz und Grausamkeit wechselnder gesellschaftlicher und politischer Systeme karikiert und dabei das Hollywood-Genre des Historienspektakels mit subversiver, oft vulgärer Komik unterläuft. Trotz des großen Produktionsaufwandes jedoch weit weniger temporeich und stilbewußt als frühere Brooks-Filme.“

## Besonderes
- Der englische Originaltitel History of the World, Part 1 (englisch für Die Geschichte der Welt, Teil 1) wird in der deutschen Fassung fälschlicherweise mit Die Geschichte des Ersten Weltkrieges übersetzt.

- Brooks arbeitet viel mit Wortspielen, die im Deutschen nicht so zum Tragen kommen. So gibt es zum Beispiel einen Grafen namens „Count de Monet“. Im Englischen wird hieraus ein Running-Gag, da er ständig „Count de Money“ gerufen wird. Die Doppelbedeutung von „Count“ („Graf“ und „zählen“) sowie das Wortspiel Monet (als Name) und Money (englisch für Geld) kommt nur hier zur vollen Entfaltung. Im deutschen Dialogbuch hat man das Wortspiel zumindest teilweise übertragen können, indem man einen Bezug zwischen „Monet“ und „Moneten“ herstellt.

## Fortsetzung
Mel Brooks dachte nie daran eine Fortsetzung zu drehen. Der Originaltitel History of the World, Part 1 zitiert ein Buch von Walter Raleigh. Der britische Autor und Entdecker konnte nie einen zweiten Teil schreiben, da er hingerichtet wurde.
Trotzdem hat der Streamingsender Hulu angekündigt, dass es eine Fortsetzung namens Die verrückte Geschichte der Welt, Teil II als achtteilige TV-Serie geben wird. Mel Brooks fungierte wieder als Autor zusammen mit vielen anderen Comedyautoren. 2022 begannen die Dreharbeiten. Die 8-teilige Serie wurde vom 6. bis 9. März 2023 bei Hulu erstaufgeführt, ein erster Trailer erschien am 13. Januar 2023. Die deutschsprachige Version ist seit dem 26. April auf dem Streamingdienst Disney+ verfügbar.